# Новозолотарівка (станція)
Новозолотарі́вка — вантажна залізнична станція Лиманської дирекції Донецької залізниці на лінії Сіверськ — Білогорівка між станціями Сіверськ (17 км) та Білогорівка (6 км). Розташована в селі Золотарівка Сіверськодонецького району Луганської області.
Від станції було відгалуження на Лисичанський нафтопереробний завод, який внаслідок бойових дій у 2022 році був зруйнований російськими окупантами.